# صداف
اللطاخ الأبيض أو الطَلَوان أو الصداف أو اللطخة البيضاء مجهولة السبب (Leukoplakia) بقعٌ بيضاء تظهر في الغشاء المُخاطِي للفم. ويكون الرجال هم أكثر عرضة للإصابة بهذا المرض أكثر من النساء بما يقارب الثلاثة أضعاف. والعمر الذي تظهر فيه الإصابة به عادة هو ما بعد الأربعين، مع احتمالية الإصابة به في أعمار أصغر من ذلك أيضا.
يقسم الصداف الفموي إلى صداف شدقي (في الغشاء المخاطي للشدق) وصداف لساني (في الغشاء المخاطي لللسان).

## أعراضه
لا يمكن ملاحظة البقع هذه في بداية نشوءها لعدم تواجد اعراض محددة للشخص المصاب كآلآم أو افرازات. انما تُكشف عادة عن طريق الصدفة كأن يلاحظها طبيب الاسنان عند النظر إلى داخل الفم أثناء قيامه بفحص الفم والاسنان. وخصوصا منها التي تصيب أحيانا الحبال الصوتية فهي لا يمكن مشاهدتها أثناء بداية النشوء الا عن طريق الصدفة المحضة كفحص داخلي مثل الناظور.

## أسبابه
الأسباب الأولى والرئيسية لهذا المرض هي التدخين والكحول المتواجد في المشروبات الكحولية بكافة أنواعها، فالمدخنون وشاربو المشروبات الكحولية هم الأكثر عرضة لهذا المرض.
با الإضافة إلى سبب آخر وهو تواجد ضرس (أحد الاسنان) عاطلا أو خرِبا بحاجة إلى قلع وتم اهماله من قبل الشخص، فذلك أيضا ما يكون مسببا لهذه البقع. كذلك فإن نقص بعض الهرمونات مثل هرمون الغدة جار الدرقية يُسبب المرض كذلك نقص مستوى الكالسيوم في الدم.

## خطورته
ليس بالضرورة اعتبار الطلوان سرطانا في الفم أو الحنجرة في بداية اكتشاف الإصابة به، لانه ربما يمكن أن يُعتبر من بوادر التحول إلى السرطان أيضا. كما أن أغلب أنواعه إذا ما أُثبت كونه سرطاناً، تكون من الاورام الحميدة، مع ورود احتمالية كونه ورما خبيثا في حالات قليلة أخرى.
أحيانا عند اصابة الاحبال (الاوتار) الصوتية في الحنجرة به يقوم الطبيب الجراح باستئصالها من عليها، ففي حال كونها ورما حميدا لا خطورة بعد الاستئصال، اما في حال كونه ورما خبيثا فانه وإذا ما عاد الورم من جديد بعد الاستئصال فعلى الطبيب الجراح استئصال صندوق الصوت من الحنجرة بالكامل لتفادي انتشار السرطان إلى باقي الجسد.

## علاجه
في حال اكتشاف الطلوان يتم تحويل المريض إلى الطبيب المختص ويكون عادة طبيبا جراحا، والذي يقوم بدوره في البداية استئصال جزء بسيط من البقع هذه وارسالها إلى الفحص المخبري للتاكد من نوعيتها وفيما إذا تطلب الأمر استئصال الباقي أيضا.
بعدها يقوم الطبيب باستئصال ما تبقى من البقع حسب النتائج المخبرية، وذلك جراحيا عن طريق الازلة المباشرة يدويا، أو يمكن الا زالة كهربائيا بتسليط اشعاع الليزر على تلك البقع.
اما في حالة عدم اعتباره مخبريا كورم سرطاني أو كذلك عدم تواجد خطورة فيها، فإنه لا يوجد ادوية أو حبوبا معينة تتعامل مع هذه البقع لأنه عادة ما تتلاشى وتختفي من نفسها كما اتت هي اصلا من نفسها.

## ما بعد العلاج
بعد الانتهاء من العلاج وازالتها، فعلى المريض المعايدة الطبية الدورية. لان اللويكوبلايكا غالبا ما تعود من جديد. فيستحسن ان يقوم المريض بمراجعة الطبيب كل ثلاثة أشهر للتاكد من عدم عودتها.